# Matt Salinger
Matt Salinger (Windsor, 13 de Fevereiro de 1960) é um ator estadunidense.
Filho do escritor J. D. Salinger e da psicóloga Claire Douglas, em 2010 Salinger fez uma participação no primeiro episódio da 7ª temporada da série House MD.
Também fez o papel-título no filme Capitão América (1990), baseado no super-herói de histórias em quadrinhos.